# جون شامبرز (لاعب كريكت)
جون شامبرز (23 أكتوبر 1971 في المملكة المتحدة - )  (بالإنجليزية: John Chambers)‏ هو لاعب كريكت بريطاني. لعب مع Essex Cricket Board ‏.